# دار البقر
دار البقر هي إحدى حارات مدينة رحاب بمحافظة إب، بلغ تعداد سكانها 480 نسمة حسب تعداد اليمن لعام 2004.